# Synagoga
Synagoga (лат.) — род ракообразных семейства Synagogidae из инфракласса Мешкогрудые раки.

## Распространение
Пантропика. Воды Атлантического, Индийского и Тихого океанов. Встречаются на разных глубинах от 20 м до 3,5 км.

## Описание
Мелкие мешкогрудые ракообразные. Длина 1—3 мм. Животные обитают в колониях чёрных кораллов (Antipatharia) и восьмилучевых кораллов (Octocorallia) и представляют собой мелких хищников или эктопаразитов. Представители Synagoga arabesque были собраны из колоний чёрных кораллов Myriopathes cf. japonica  Brook, 1889 (Antipatharia). Три ранее описанных вида Synagoga были обнаружены как эктопаразиты чёрных и восьмилучевых кораллов: S. mira (паразит кораллов Parantipathes larix (Esper 1788)), S. normani (Dendronephthya Kükenthal, 1905) и S. grygieri (Antipathella wollastoni (Gray 1857)). Все другие находки этого рода основаны на образцах, собранных из морского планктона. Synagoga это морфологически наименее специализированный род мешкогрудых раков, который представляет собой реликт древнего океана Тетис. Вместе с родами Waginella Grygier, 1983 и Sessilogoga Grygier, 1990 из семейства Synagogidae характеризуется двустворчатым панцирем-карапаксом, охватывающим все тело; голова, несущая пару W-образных шестисегментных хватательных антеннул и ротовой конус, окружённый прокалывающими ротовыми частями; торс состоит из одиннадцати сегментов, в том числе шести грудных торакомеров с бирамными грудными торакоподами, генитального сомита, несущего (сексуально диморфный, рудиментарный у самок) пенис, трёх безногих брюшных сомитов и тельсона с парой фуркальных ветвей.

## Систематика
7 видов. В семействе Synagogidae наиболее близок к родам Waginella Grygier, 1983 и Sessilogoga Grygier, 1990. Большинство видов описаны лишь по нескольким экземплярам. Synagoga mira Norman, 1888 описан только по самцам. Более подробно известны и описаны по обоим полам виды Synagoga grygieri и Synagoga arabesque.
- Synagoga arabesque Kolbasov et al., 2019 — у берега острова Тайвань[1]
- Synagoga bisetosa Grygier, 1990 — Атлантический океан, батиаль[3]
- Synagoga grygieri Kolbasov & Newman, 2018 — Азорские острова, Капо-Верде[4]
- Synagoga millipalus Grygier & Ohtsuka, 1995 — Япония, Окинава[5]
- Synagoga mira Norman, 1888 typus — Bay of Naples[1][6][7]
- Synagoga normani Grygier, 1983a — Восточная Африка, Кения, побережье (на глубине 20 м)[2]
- Synagoga paucisetosa Grygier, 1990 — Атлантический океан, батиаль[3]
- «McKenzie’s larva» (Grygier 1988) — восток Индийского океана[1]